# Monte Equinox
Il monte Equinox è una montagna situata nella contea di Bennington, Vermont (Stati Uniti), nel comune di Manchester. Con un'altezza di 1163 m, è la cima più elevata dei monti Taconic, e il punto più alto della contea di Bennington.